# Ярославна (балет)
Яросла́вна — балет, поставленный в Ленинградском академическом малом оперном театре (МАЛЕГОТ) в 1974 году.
Задумывался как новаторский, значительно расширяющий границы классического русского балета и представлял собой смешение самого балета, пантомимы и хорового пения. По мнению ряда балетных критиков, «Ярославна» явила собой новый шаг в развитии современного балета, представляя «по существу, некую грандиозную эпико-драматическую хореосимфонию».

## История постановки
Балет задуман ленинградским хореографом Олегом Виноградовым как «истинно русский спектакль, не просто на русскую тему, а подлинно русский по духу и образности». В итоге, автор пришёл к теме князя Игоря, рассматривая, однако, эту тему с противоположных позиций, чем в опере «Князь Игорь», Александра Бородина. Хореографический язык и сценография также должны были радикально отличаться от принципов классического балета. Сам Виноградов позднее вспоминал:

Героиней нашего балета стала Ярославна. Образ русской женщины (матери, сестры, жены, возлюбленной) — собирательный символ Родины — определился как основа всей конструкции спектакля, а все остальное возникало словно через её мысли и чувства.
Для реализации своего замысла Виноградов привлёк композитора, ученика Дмитрия Шостаковича, Бориса Тищенко, который и стал автором музыки к спектаклю.

Боря Тищенко без подлинных текстов «Слова» музыки не представлял: он ввёл в партитуру хор и гениально сочинил все вокальные сцены, органично вошедшие в музыкально-хореографическую ткань спектакля. Обычно создаваемый композиционный план балета по принципу Петипа — Чайковского, с точным хронометражем каждого эпизода, сюда не подходил. Боря сразу категорически от этого отказался, самостоятельно определив длительность каждого музыкального фрагмента. Я безоговорочно подчинился Тищенко в работе, восторгаясь каждым сочинённым им отрывком. Никаких привычных форм балета — вариаций, па де де и так далее — здесь быть не могло!.
В качестве сценографа был приглашён режиссёр, художественный руководитель Театра на Таганке Юрий Любимов. Тищенко вспоминал о роли Любимова в создании спектакля:

Юрий Петрович Любимов просто освятил эту постановку… Я помню как он приехал, мизансцены построил и всё зажило!
Также, в качестве консультанта участвовал крупнейший специалист по «Слову о полку Игореве» академик Дмитрий Лихачёв.
Получившийся спектакль, несмотря на опасения создателей, был, в целом, встречен положительно как критикой, так зрителями, чему немало поспособствовала сугубо положительная рецензия Дмитрия Шостаковича.

Балет «Ярославна» мне довелось посмотреть трижды. И всякий раз я был захвачен его музыкой — очень русской по духу… В ключевых моментах действия звучит хор. Поются подлинные тексты «Слова о полку Игореве». Это придаёт всей постановке не просто оригинальность, а историческую достоверность, художническую подлинность.
Спектакль был разрешён к вывозу на гастроли на Запад. В частности, он с успехом прошёл на Авиньонском фестивале в 1976 году.

## Действующие лица балета и исполнители партий
- Ефросиния Ярославна (княгиня Новгород-Северская) — Татьяна Фесенко, Тамара Статкун, Светлана Широких
- Игорь (князь Новгород-Северский) — Никита Долгушин, Василий Островский, Константин Новосёлов
- Кончак (хан Половецкий) — Александра Мальгина
- Владимир, сын Игоря
- Святослав Великий (князь Киевский) — Олег Ужинский
- Князья, Плакальщицы, Русские воины, Половецкие воины — артисты кордебалета Малого оперного театра